# NGC 7721
NGC 7721 في الفهرس العام الجديد، هي مجرة، تقع في كوكبة الدلو. اكتشفت في 10 سبتمبر 1785 بواسطة ويليام هيرشل.

## روابط خارجية
- NGC 7721 على موقع ويكي سكاي: DSS2, SDSS, GALEX, IRAS, Hydrogen α, X-Ray, Astrophoto, Sky Map, Articles and images